# 南阳核电站
南阳核电站位于河南南阳市南召县石门乡，规划建设6台百万千瓦级AP1000核电机组总投资约500亿元，2012年10月開工，2017年完工。
2006年6月国家电力规划设计总院規劃建立河南的核電廠，确定南阳南召厂址，由中核集团控股，中电投集团和河南投资集团参股，分别按51%、40%、9%的比例出資建設6台机组，分三期完工。
2011年3月11日，日本福岛核电站发生严重事故，此后的3月至12月中国民用核设施进入安全检查阶段，所有在建核电站项目全部被叫停。
2012年12月24日，国务院常务会议原则性通过《核安全报告》和《核安全规划(2011—2020年)》，会议部署十二五时期只在沿海安排少数经过充分论证的核电项目厂址，不安排内陆核电项目。
2017年2月，有专家表示近期该核电站不会开工。